# الطفولة المغتصبة (فلم)
الطفولة المُغتَصَبَة (بالفرنسية: L'Enfance volée) هو فيلم مغربي صدرَ عام 1994 للمخرج حكيم نوري. تدورُ أحداث الفيلم في الدار البيضاء ويحكي قصّة إساءة معاملة خادمةٍ شابة. يُعتبر الفيلم من قِبل كثيرٍ من النّقاد أحد أكثر أفلام نوري شهرة وتأثيرًا.

## القصّة
تعملُ طفلةٌ صغيرةٌ تبلغُ من العمرِ عشر سنواتٍ خادمة عند أسرة ثرية في الدار البيضاء، وهناك تكتشف أنه ممنوعٌ عليها أن تمارس أشياء كثيرة. تَضيق الخادمة بحياتها فتُقرِّر الهروب عقب عمليّة اغتصابٍ يقومُ بها الابن المدلل للعائلة التي تعملُ عندها.

## البطولة
شاركَ في بطولة الفيلم عددٌ من الممثلين المغاربة لعلّ أبرزهم:
- فيروز قيراوني
- سعدية أركون
- أحمد سعاري
- فضيلة مسرور
- ثريا العلوي